# 방아쇠 전략
방아쇠 전략(trigger strategy)는 게임 이론 상의 용어로, 반복 비협동 게임에서의 전략 중 하나이다.
방아쇠 전략은 상대방의 반응에 따라 자신의 전략을 결정하는 것이다. 상대의 반응과 동일하게 반응하는 것을 팃포탯이라고 하며, 상대가 한번 배신하면 영원히 협력하지 않는 무자비 전략이 있음.

## 방아쇠 전략의 종류
- 팃포탯(Tit for Tat) : 상대의 선택을 그대로 따라간다, 상대가 협력하면 나도 협력하고, 배신하면 나도 배신하는 것이다.
- 팃포탯탯(Tit for tat tat) : 팃포탯보다는 좀더 유화적인 전략.
- 무자비 전략(Grim Strategy)